# Universidade de Maribor

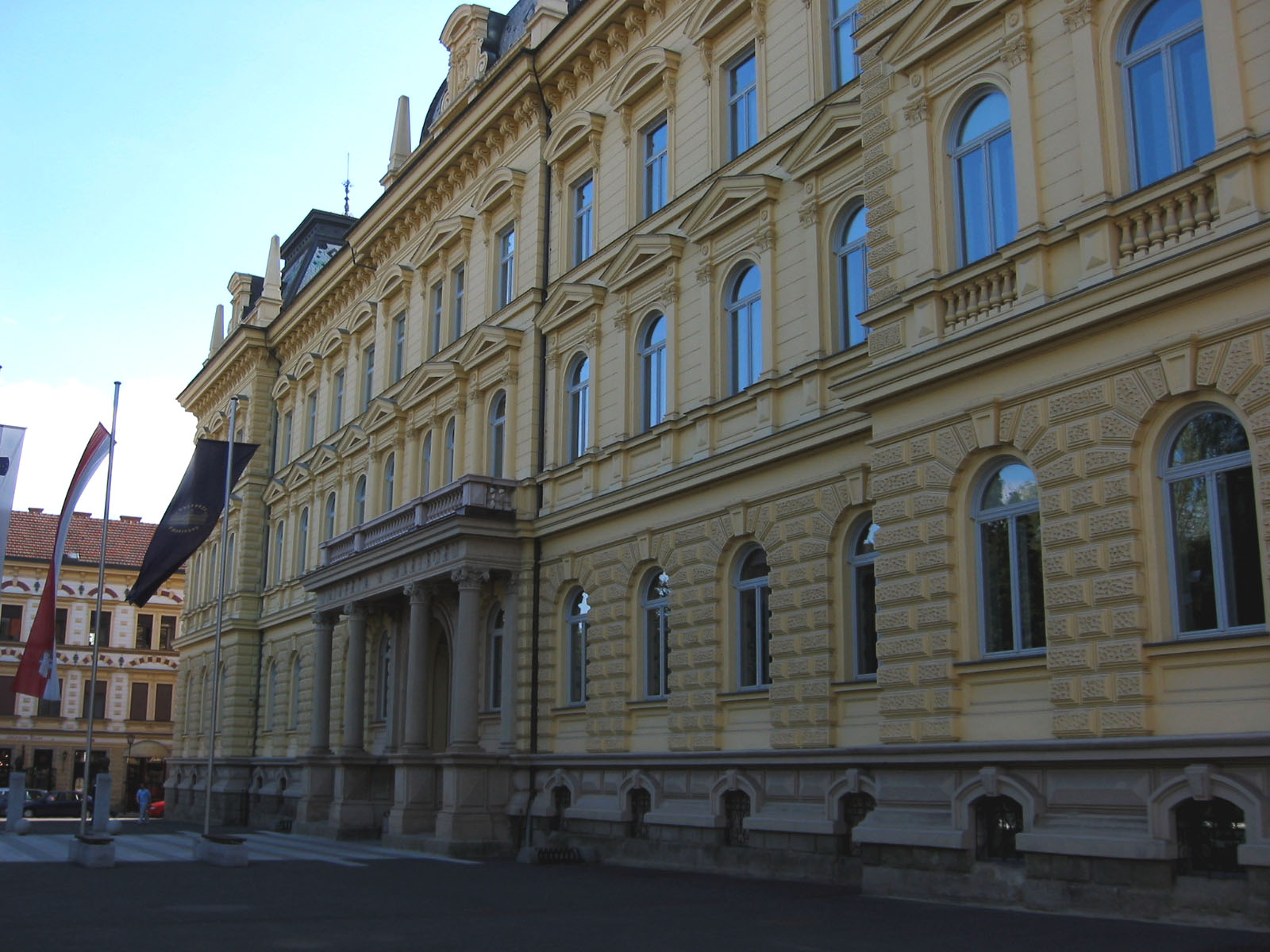
Universidade de Maribor

A Universidade de Maribor (em esloveno:  Univerza v Mariboru) é a segunda maior universidade da Eslovénia, foi fundada em 1975, em Maribor, e é a universidade internacionalmente melhor no país, estando entre as 600 melhores universidades do mundo. Actualmente tem 17 faculdades.

## História
A universidade tem as suas raízes por volta de 1859, quando um seminário teológico foi criado com o incentivo do Bispo de Maribor e patriota Anton Martin Slomšek. Mais faculdades foram estabelecidas durante a década de 1950 e início da década de 1960; as faculdades de economia, administração e tecnologia em 1959, agronomia e direito, em 1960, e pedagogia, em 1961. A cerimónia de abertura da universidade ocorreu no dia 19 de Setembro de 1975.

## Reputação
A universidade entrou para o top 1% de instituições que estudam Física e das nove instituições entrando no top 1% neste campo, a Universidade de Maribor, fez com que o maior número de citações, de acordo com uma análise de dados do Essential Science Indicators da Thomson Reuters.

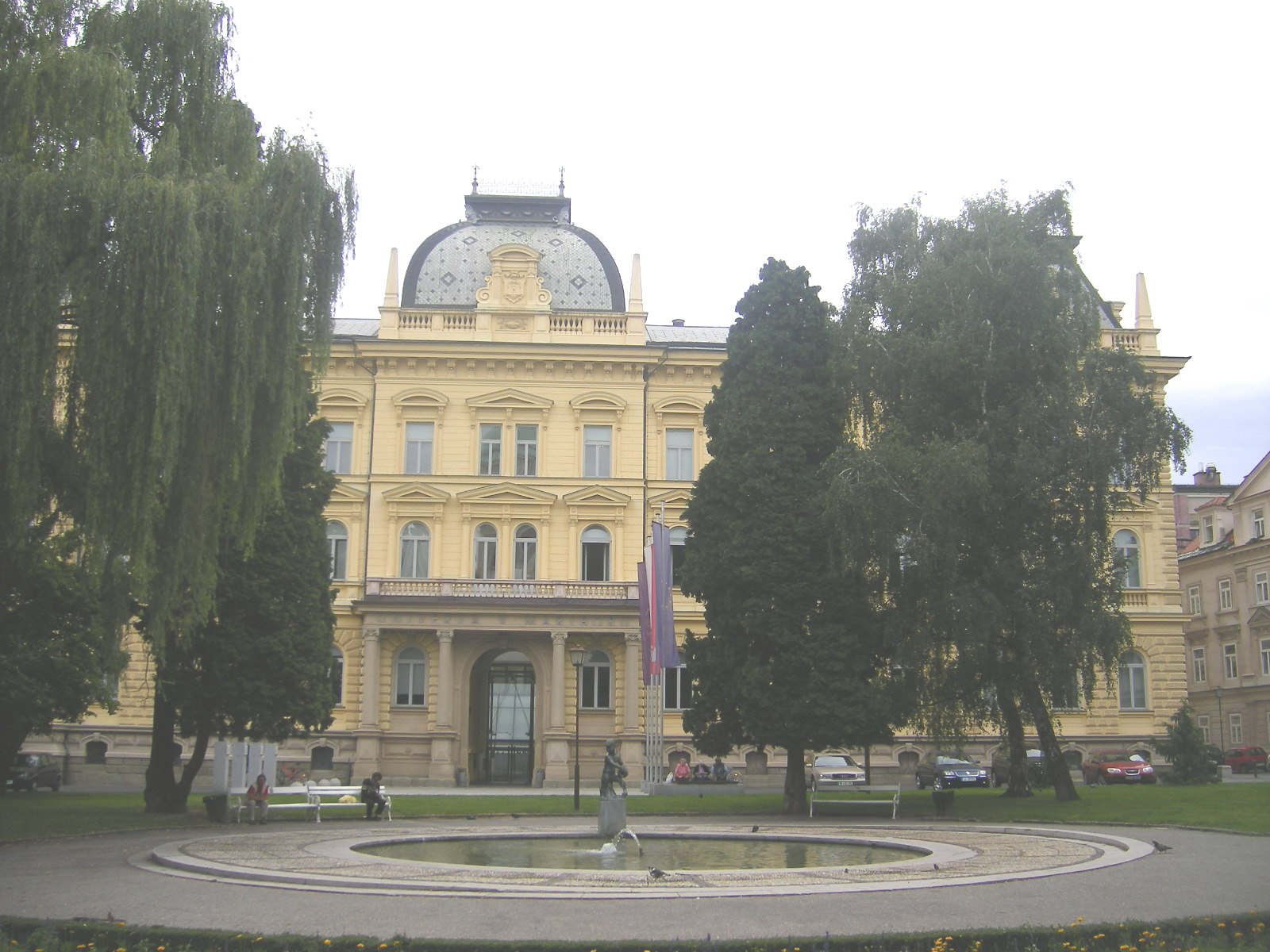
Universidade de Maribor

A Universidade de Maribor tem cooperado no Quadro Europeu Programas desde 1998, e o número de projectos de investigação internacional está a aumentar a cada ano. De acordo com o "Ranking Web of World Universities", a Universidade de Maribor está no top 15 do "Topo das Universidades da Europa Central e Oriental". Em 2010, estava na 534.ª posição entre 12 00 das universidades no mundo, o que o classifica entre os melhores 5% das universidades no mundo.

## Organização
A universidade está dividida em 17 faculdades:
- Faculdade de Agricultura e Ciências da Vida
- Faculdade de Artes
- Faculdade de Química e Engenharia Química
- Faculdade de Engenharia Civil
- Faculdade de Justiça (em Ljubljana) e de Segurança
- Faculdade de Engenharia Elétrica e Ciência da computação
- Faculdade de Economia e Negócios
- Faculdade de Educação
- Faculdade de Tecnologia de Energia
- Faculdade de Direito
- Faculdade de Engenharia Mecânica
- Faculdade de Medicina
- Faculdade de Ciências da Saúde
- Faculdade de Ciências Organizacionais  (em Kranj)
- Faculdade de Logística (em Krško e Celje)
- Faculdade de Ciências Naturais e Matemática
- Faculdade de Turismo (em Brežice)

A universidade também dispõe de várias instalações associadas, incluindo a Biblioteca da Universidade de Maribor, moradia estudantil, o Centro de Computação, o Centro Desportivo Leon Štukelj e a Faculdade de Pós-Graduação.

## Corpo docente
- Matjaž Perc, Física
- De Junho De Clark, Enfermagem
- Oto Luthar, História
- Mylan Engel, Filosofia
- Darijan Božič, Música

## Ex-alunos notáveis
- Brigita Brezovac, fisiculturista profissional da IFBB
- Feri Horvat, Político
- Drago Jančar, Autor
- Blaž Medvešek, Campeão de natação
- Ljudmila Novak, Político
- Mária Pozsonec, Político